# Dirk van der Borg
Dirk Reinder (Dirk) van der Borg (Thesinge, 3 november 1955) is een Nederlandse bestuurder en CDA-politicus.

## Biografie
Van der Borg ging naar de Bestuursacademie en begon zijn loopbaan als medewerker algemene zaken bij de gemeente Loppersum en werkte daarna bij de gemeenten Baflo en Texel. In 1989 werd hij de gemeentesecretaris van Lopik en bijna 9 jaar later kreeg hij diezelfde functie in de qua inwonertal bijna twee keer zo grote gemeente Rijssen. In 2001 fuseerde die gemeente met Holten tot de nieuwe gemeente Rijssen-Holten waarvan hij de gemeentesecretaris werd.
Op 1 2006 volgde zijn benoeming tot burgemeester van de Zuid-Hollandse gemeente Graafstroom. Op 1 januari 2013 ging Graafstroom op in de nieuwe gemeente Molenwaard, waarvan Van der Borg waarnemend burgemeester werd, vanaf 4 september is hij daar burgemeester geworden. Op 1 januari 2019 fuseerden Giessenlanden en Molenwaard tot de gemeente Molenlanden waarvan hij benoemd is tot waarnemend burgemeester. Op 13 januari 2020 werd hij in Molenlanden opgevolgd door Theo Segers.
Per 31 maart 2020 werd hij benoemd tot waarnemend burgemeester van Sliedrecht. Op 13 april 2021 werd hij in Sliedrecht opgevolgd door Jan de Vries. Na de gemeenteraadsverkiezingen van 2022 werd Van der Borg informateur in Woudenberg en Woerden. Daarnaast is hij parttime docent bij Sioo en lid van de raad van advies van de NVVB.